# オリビエル・ヌカムホウア
オリビエル・ヌカムホウア（Olivier Nkamhoua、2000年5月2日 - ）はフィンランドのプロバスケットボール選手。またフィンランド代表メンバーである。カンホアとも呼ばれる。

## 経歴

### ケムニッツ・ナイナーズ(2024-2025)
大学を卒業したヌカムホウアは、2024年7月3日に、BBLとBCLに所属するナイナーズ・ケムニッツへ加入すると発表された。チームのリリースによれば、契約内容にNBA条項が含まれている。ケムニッツへの加入が正式発表された2日後には、NBAサマーリーグにポートランド・トレイルブレイザーズの一員として参加すると発表された。
ケムニッツではBBLで32試合に出場し1試合平均21.0分の出場で、10.4得点、5.0リバウンド、1.0アシスト、BCLでは8試合に出場し1試合平均23.8分の出場で、15.0得点、4.8リバウンド、1.4アシスト、1.4ブロック、フィールドゴール成功率62.8パーセント、フリースロー成功率63.2パーセント、スリーポイント成功率47.6パーセントという成績を残した。

### パラカネストロ・ヴァレーゼ(2025-)
2025年6月28日、LBAに所属するパラカネストロ・ヴァレーゼへの加入が発表された。翌月の7月10日には、前年に引き続きブレイザーズの一員としてサマーリーグに参加すると発表された。

## プレイスタイル
カンホアは、運動能力が高くエネルギッシュな選手であり、「頭の回転が速い」選手としても特徴付けられている。